# لاوسوس

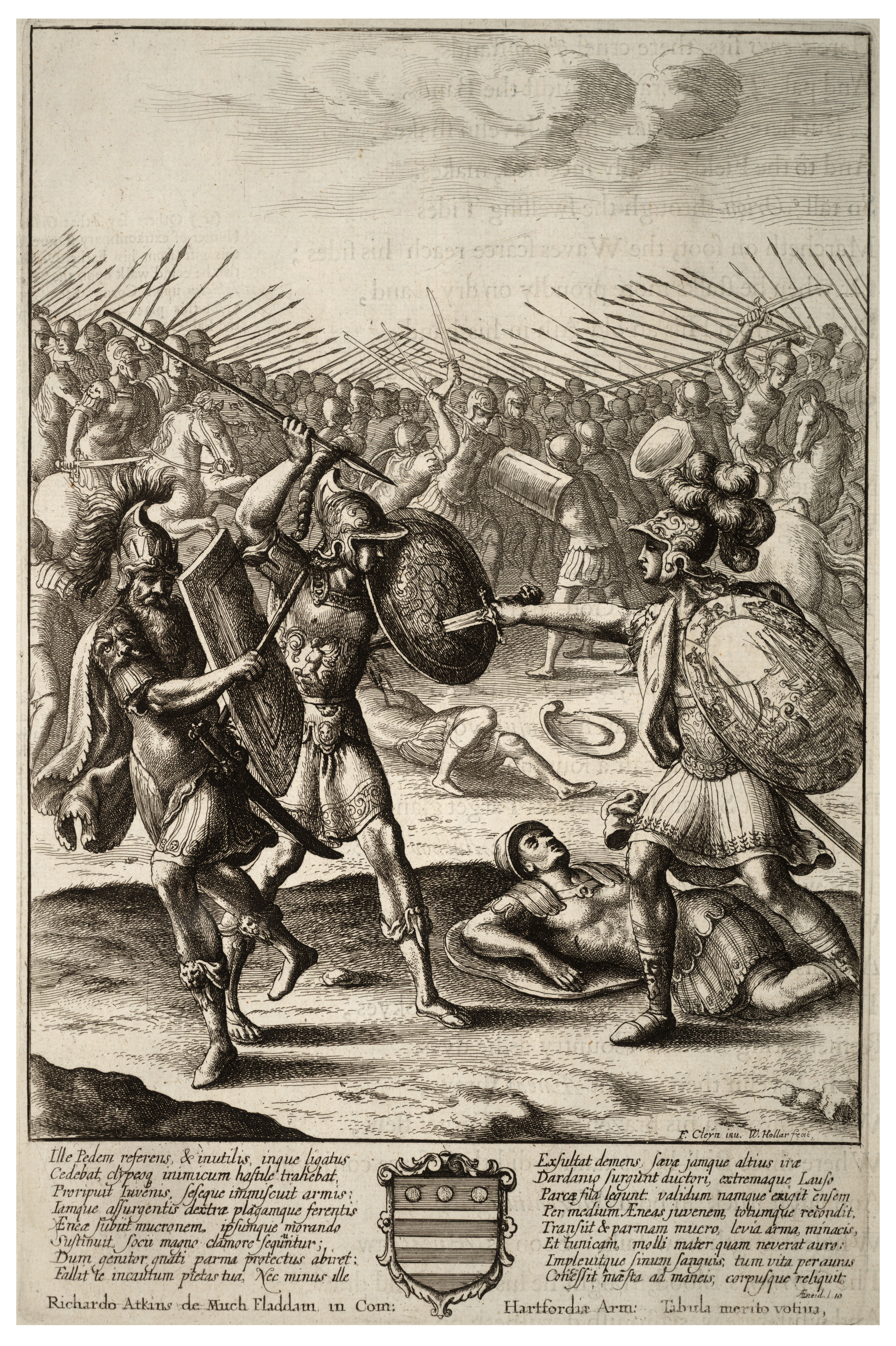
مبارزه آئنیاس علیه مزنتیوس و لاوسوس.

لاوسوس (انگلیسی: Lausus) پسر مزنتیوس پادشاه برکنار شده اتروسک بود و با او علیه آئنیاس و تروجان‌ها (اهالی تروآ (شهر)) در ایتالیا جنگید. او در کتاب‌های هفتم و دهم انئید اثر ویرژیل ظاهر می‌شود. هنگامی که پدرش توسط آئنیاس زخمی می‌شود، لاوسوس بین آنها وارد می‌شود و آئنیاس او را می‌زند. با انجام این کار، لاوسوس ایده پیتاس (ایزدبانو) را که ویرژیل در سرتاسر کتاب او را ستایش می‌کند، تجسم می‌دهد، که نمونه‌ای از آن در روابط آنکیس و آئنیاس و پالاس و اواندر است. آئنیاس بلافاصله از کشتن پسر پشیمان می‌شود و مردان لاوسوس را به خاطر حفظ فاصله به جای مراقبت از جسد سرزنش می‌کند.
لاوسوس را مورد مشابه برای پالاس (پسر اواندر)، پسر پادشاه اواندر در نظر می‌گیرند: هر دو جوان هستند، از خون سلطنتی آمده‌اند، خوش تیپ، قوی، پر از فرزند پرستی، و هر دو در دستان قهرمانان بزرگتر.